# Eliurus danieli
Eliurus danieli är en gnagare i underfamiljen Madagaskarråttor som förekommer i sydcentrala Madagaskar. Artepitet i det vetenskapliga namnet hedrar zoologen Daniel Rakotondravony från Madagaskar.
Storleken var året 2007 bara känd för två exemplar. De hade en 150 respektive 152 mm lång kropp (huvud och bål), en 179 respektive 195 mm lång svans, 30 respektive 32 mm långa bakfötter och 26 respektive 28 mm stora öron. Arternas vikt var 91 respektive 100 g. Håren som bildar den mjuka pälsen på ovansidan är huvudsakligen grå med inslag av mörk violett och deras spets är ljusbrun. Dessutom finns några mörkbruna till svarta hår. Det finns en tydlig gräns mot den vita eller lite ljusbruna undersidan. Det vita området kan nå kinderna. Den främre delen av svansen är täckt av fjäll och av korta svarta hår. Vid svansens bakre halva förekommer en tofs av vita hår som liknar en fjäder. Tofsens hår är vid svansspetsen längst med 12 till 15 mm längd. Hos den nära besläktade arten Eliurus majori är tofsen främst mörk, ibland med vit spets. En helt vit tofs finns även hos Eliurus penicillatus men den har mörkare päls och gränsen mellan ovan- och undersidan är otydlig. Eliurus danieli har mer avrundade öron med fina bruna hår. Arten har gulorange tandemalj på framtänderna.
Alla kända individer hittades i Isalo nationalparken i sydcentrala Madagaskar. Regionen kännetecknas av sandstensklippor och glest fördelade buskar. Längs vattendrag förekommer galleriskogar och i vissa områden finns städsegröna skogar med hårdbladsväxter.
Inom nationalparken finns inga hot mot beståndet. IUCN listar arten som livskraftig (LC).